# 斯文·菲舍尔
斯文·菲舍尔（德語：Sven Fischer，1971年4月16日—），德国男子冬季两项运动员。他曾代表德国参加1994年、1998年、2002年和2006年冬季奥林匹克运动会冬季两项比赛，共获得四枚金牌、二枚银牌和二枚铜牌。